# Johann Samuel Diterich

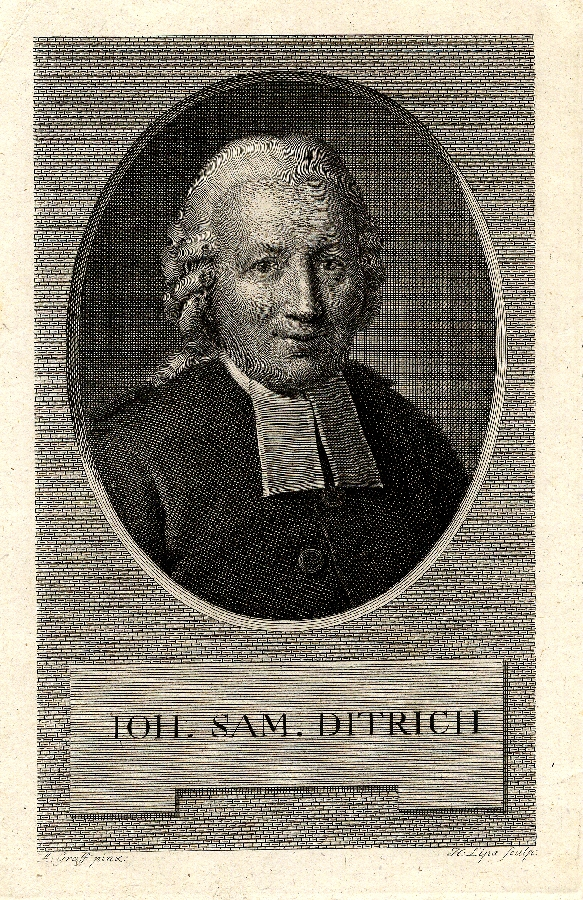
Johann Samuel Diterich

Johann Samuel Diterich (* 15. Dezember 1721 in Berlin; † 14. Januar 1797 ebenda) war ein deutscher Kirchenlieddichter.

## Leben
Diterich kam als Sohn eines Pfarrers auf die Welt. In Frankfurt an der Oder und in Halle studierte er. In Berlin wurde er 1744 zum Hofmeister ernannt und 1748 zum Diakon an der Kirche seines Vaters. Beim gräflich Hackeschen Regiment wurde er wenig später Feldprediger. 1751 wurde er Archidiakon und 1754 schließlich Pastor der Berliner Marienkirche, in der zuvor sein Vater Pastor war. 14 Jahre später wurde er Oberkonsistorialrat. 1780 gehörte er zu den drei Herausgebern des Gesangbuchs zum gottesdienstlichen Gebrauch in den Königlich-Preußischen Landen, das nach seinem Verleger August Mylius auch als Mylius bekannt wird und in dem zahlreiche Lieder im Geist von Rationalismus und Aufklärungstheologie bearbeitet oder neu aufgenommen wurden und das bald als Prototyp der aufklärerischen Gesangbücher galt. 1787 gab er außerdem noch ein Gesangbuch für die häusliche Andacht heraus. Wegen seiner starken Eingriffe in traditionelle Lieder erhielt Diterich später von August Nelle den Beinamen „der Geiserich unter den Gesangbuch-Vandalen“. Im Evangelischen Gesangbuch findet sich keines seiner Lieder mehr; sein Himmelfahrtslied Ihr Christen hoch erfreuet euch wurde hingegen schon 1807 in ein katholisches Gesangbuch aufgenommen und steht (nach mehreren Änderungen) bis heute im Gotteslob.

## Werke (Auswahl)
- Ihr Christen hoch erfreuet euch (GL 229)
- Cogitationes philosophicae (1742)
- Andachten für Christen, die zum Heiligen Abendmahl gehen (1775)
- Unterweisung zur Glückseligkeit nach der Lehre Jesu. Neue verm. Aufl., Berlin: Friedrich Nicolai 1782